# Framus

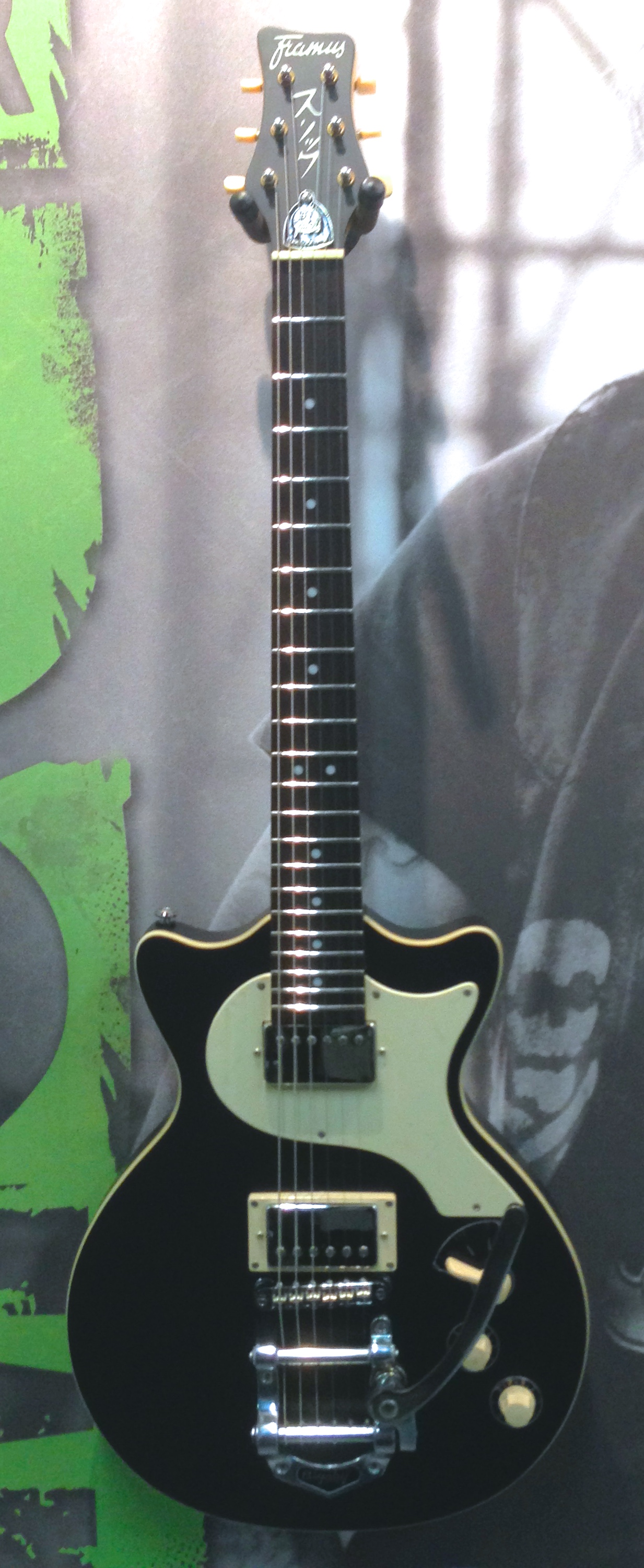
Framus Earl Slick model, Anaheim NAMM show, 2013

Framus is een Duits gitaarmerk. De naam is een afkorting van de omschrijving Fränkische Musikinstrumentenerzeugung (muziekinstrumenten fabricatie in de regio Franken). Het bedrijf Framus is aan het eind van de jaren zeventig van 20e eeuw failliet gegaan. De merknaam Framus werd in 1995 opnieuw geïntroduceerd door Warwick. Sindsdien is Framus de naam van gitaarlijn van Framus/Warwick. De basgitaren die onder de naam Warwick worden verkocht worden in dezelfde fabriek gebouwd.
Bekend werd Framus vanaf de jaren 50 en 60 door een aantal bekende musici, die op instrumenten van het merk speelden, waaronder John Lennon, Paul McCartney, Jan Akkerman en ten minste tijdens een tv-optreden ook Keith Richard. McCartney speelde in zijn jeugd op een Zenith model van Framus, welke hij had ingeruild voor een trompet die hij had gekregen. Bill Wyman van de Rolling Stones stond vanaf 1964 bij Framus onder contract en speelde meer dan drie jaar op de Framus Star Bass.
John Lennon's Framus Hootenanny, te horen op onder andere Help en Rubber Soul, is eind mei 2024 voor het recordbedrag van meer dan 2.8 miljoen Dollar geveild.